# Numero perfetto

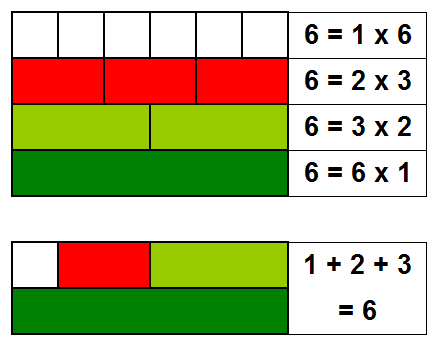
Illustrazione dello stato di numero perfetto del 6

In matematica, un numero perfetto è un numero naturale che è uguale alla somma dei suoi divisori positivi, escludendo il numero stesso. In termini formali, un numero naturale {\displaystyle N} si dice perfetto quando {\displaystyle \sigma \left(N\right)=2N}, dove la funzione {\displaystyle \sigma \left(N\right)} è la funzione sigma, cioè la funzione che fornisce la somma dei divisori positivi di {\displaystyle N}.
Ad esempio, il numero {\displaystyle 28}, divisibile per {\displaystyle 1,2,4,7,14} è un numero perfetto e lo stesso vale per {\displaystyle 6} che è divisibile per {\displaystyle 1}, {\displaystyle 2} e {\displaystyle 3}:
{\displaystyle 28=1+2+4+7+14}
{\displaystyle 6=1+2+3}

## Storia
I numeri perfetti furono inizialmente studiati dai pitagorici. Un teorema enunciato da Pitagora e dimostrato da Euclide rivelò che se {\displaystyle 2^{n}-1} è un numero primo, allora {\displaystyle 2^{n-1}\cdot (2^{n}-1)} è perfetto. Successivamente Eulero dimostrò che tutti i numeri perfetti pari devono essere di tale forma. I numeri nella forma {\displaystyle 2^{n}-1} che sono primi sono detti primi di Mersenne. Si dimostra facilmente che se {\displaystyle n} non è primo allora non lo è neanche {\displaystyle 2^{n}-1}.
Secondo Filone di Alessandria il Mondo era stato creato in 6 giorni e il mese lunare siderale è quasi di 28 giorni proprio perché 6 e 28 sono numeri perfetti. Le proprietà matematiche e religiose di questi numeri perfetti vennero sottolineate in seguito anche da alcuni commentatori cristiani. Nel suo trattato "La Genesi alla lettera", libro IV, par. 7,14, Sant'Agostino scrisse: «Sei è un numero perfetto in sé stesso, e non perché Dio ha creato tutte le cose in sei giorni. Anzi è vero l'opposto: Dio ha creato tutte le cose in sei giorni proprio perché questo è un numero perfetto».

## Conoscenze attuali
Ad oggi, si conoscono 52 numeri perfetti, il più grande dei quali ha 82048639 cifre.
Esempio: {\displaystyle 6=2^{1}\cdot (2^{2}-1)}
Per via dell'espressione {\displaystyle 2^{n-1}\cdot (2^{n}-1)}, ogni numero perfetto pari è necessariamente:
- un numero triangolare, visto che si può scrivere

{\displaystyle 2^{n-1}(2^{n}-1)={(2^{n}-1)\cdot 2^{n} \over 2}={k(k+1) \over 2}}
{\displaystyle k=2^{n}-1}
- un numero esagonale, visto che si può scrivere

{\displaystyle 2^{n-1}(2^{n}-1)=2^{2n-1}-2^{n-1}=2k^{2}-k}
{\displaystyle k=2^{n-1}}
- è anche un numero pratico
- ha come espressione binaria {\displaystyle p} valori uguali a uno seguiti da {\displaystyle p-1} zeri (con {\displaystyle p} numero primo). Qui il pedice denota la base in cui il numero viene espresso:

610 = 1102
2810 = 111002
49610 = 1111100002
812810 = 11111110000002
3355033610 = 11111111111110000000000002.
Questi numeri sono stati ottenuti per n = 2, 3, 5, 7, 13. Il caso n = 11 fornisce un valore di {\displaystyle k=2^{n}-1=2047=23\cdot 89} che non è primo.
I primi 12 numeri perfetti sono:
- 6
- 28
- 496
- 8 128
- 33 550 336 (8 cifre)
- 8 589 869 056 (10 cifre)
- 137 438 691 328 (12 cifre)
- 2 305 843 008 139 952 128 (19 cifre)
- 2 658 455 991 569 831 744 654 692 615 953 842 176 (37 cifre)
- 191 561 942 608 236 107 294 793 378 084 303 638 130 997 321 548 169 216 (54 cifre)
- 13 164 036 458 569 648 337 239 753 460 458 722 910 223 472 318 386 943 117 783 728 128 (65 cifre)
- 14 474 011 154 664 524 427 946 373 126 085 988 481 573 677 491 474 835 889 066 354 349 131 199 152 128 (77 cifre)

Il successivo numero perfetto, il tredicesimo, è composto da 314 cifre. Fino ad ora si conoscono solo 52 primi di Mersenne, e quindi 52 numeri perfetti. Il più grande tra questi è 2136279841 × (2136279841 − 1), formato (in base 10) da 82048639 cifre.
I primi 49 numeri perfetti sono pari e quindi esprimibili come 2p − 1(2p − 1) con:
p = 2, 3, 5, 7, 13, 17, 19, 31, 61, 89, 107, 127, 521, 607, 1279, 2203, 2281, 3217, 4253, 4423, 9689, 9941, 11213, 19937, 21701, 23209, 44497, 86243, 110503, 132049, 216091, 756839, 859433, 1257787, 1398269, 2976221, 3021377, 6972593, 13466917, 20996011, 24036583, 25964951, 30402457, 32582657, 37156667, 42643801, 43112609, 57885161, 74207281.
Si conoscono altri tre numeri perfetti maggiori, con
p = 77232917, 82589933, 136279841
Tuttavia non si è ancora verificato se ve ne siano altri in mezzo, né si sa se i numeri perfetti continuino all'infinito e se esistano numeri perfetti dispari.
Tutti i numeri perfetti pari terminano con un 6 oppure con un 8.
Infatti, da 2n − 1 × (2n − 1) si ha che:
- 2n − 1 è pari e termina per 2, 4, 8, 6;
- (2n − 1) è dispari e termina per 3, 7, 5, 1.

La cifra finale '5' va scartata perché sappiamo che (2n − 1) dev'essere primo, quindi le coppie che rimangono sono (2,3), (4,7) e (6,1), i cui prodotti danno le cifre 6 e 8 come finali di ogni numero perfetto pari.
Se la somma dei divisori di {\displaystyle N} è maggiore di {\displaystyle 2N}, il numero {\displaystyle N} viene detto abbondante, mentre se risulta minore di 2N esso viene chiamato difettivo. Ogni numero {\displaystyle N} che verifica {\displaystyle \sigma \left(N\right)=2N+1} viene detto lievemente abbondante, mentre un numero che verifica {\displaystyle \sigma \left(N\right)=2N-1} viene detto lievemente difettivo. Finora nessuno è riuscito a trovare numeri lievemente abbondanti. D'altra parte, mentre è facile verificare che tutte le potenze di due sono numeri lievemente difettivi, non si sa ancora se esistono numeri lievemente difettivi diversi dalle potenze di due.
Non è esclusa la possibilità che esista un numero perfetto dispari. In tal caso, è facilmente dimostrabile che esso non possa essere un quadrato perfetto. Infatti, preso un numero dispari, tutti i suoi divisori saranno dispari. Siccome la somma di una quantità pari di numeri dispari è pari, ne consegue che un numero perfetto dispari debba necessariamente avere un numero dispari di divisori propri (cioè escluso il numero stesso) e quindi un numero pari di divisori positivi. Questo è possibile esclusivamente se tale numero non è un quadrato perfetto in quanto deve avere almeno un fattore primo con esponente dispari.